# Goondiwindi Region
Koordinaten: 28° 32′ S, 150° 18′ O

Die Goondiwindi Region ist ein lokales Verwaltungsgebiet (LGA) im australischen Bundesstaat Queensland. Das Gebiet ist 19.266 km² groß und hat etwa 10.300 Einwohner (Stand 2021). 2016 betrug die Einwohnerzahl 10.630.

## Geografie
Die Region liegt im Südosten des Staats an der Grenze zu New South Wales etwa 290 km südwestlich der Hauptstadt Brisbane.
Größte Stadt und Verwaltungssitz der LGA ist Goondiwindi mit etwa 5400 Einwohnern. Zur Region gehören folgende Stadtteile und Ortschaften: Beebo, Billa Billa, Bonshaw, Boondandilla, Brush Creek, Bungunya, Bybera, Calingunee, Callandoon, Canning Creek, Cement Mills, Coolmunda, Daymar, Glenarbon, Goodar, Goondiwindi, Gore, Greenup, Inglewood, Kindon, Kioma, Kurumbul, Limevale, Lundavra, Maidenhead, Moonie, Mosquito Creek, Mungindi, North Bungunya, North Talwood, Oman Ama, Riverton, Silver Spur, Smithlea, South Talwood, Tarawera, Terrica, Texas, Toobeah, Warroo, Watsons Crossing, Weengallon, Whetstone, Wondalli, Wyaga, Yagaburne und Yelarbon.

## Geschichte
Die heutige Goondiwindi Region entstand 2008 aus dem Town of Goondiwindi und den beiden Shires Waggamba und Inglewood.

## Verwaltung
Der Goondiwindi Regional Council hat sieben Mitglieder. Der Mayor (Bürgermeister) und sechs weitere Councillor werden von allen Bewohnern der Region gewählt. Die LGA ist nicht in Wahlbezirke unterteilt.